# Dinocrate di Rodi

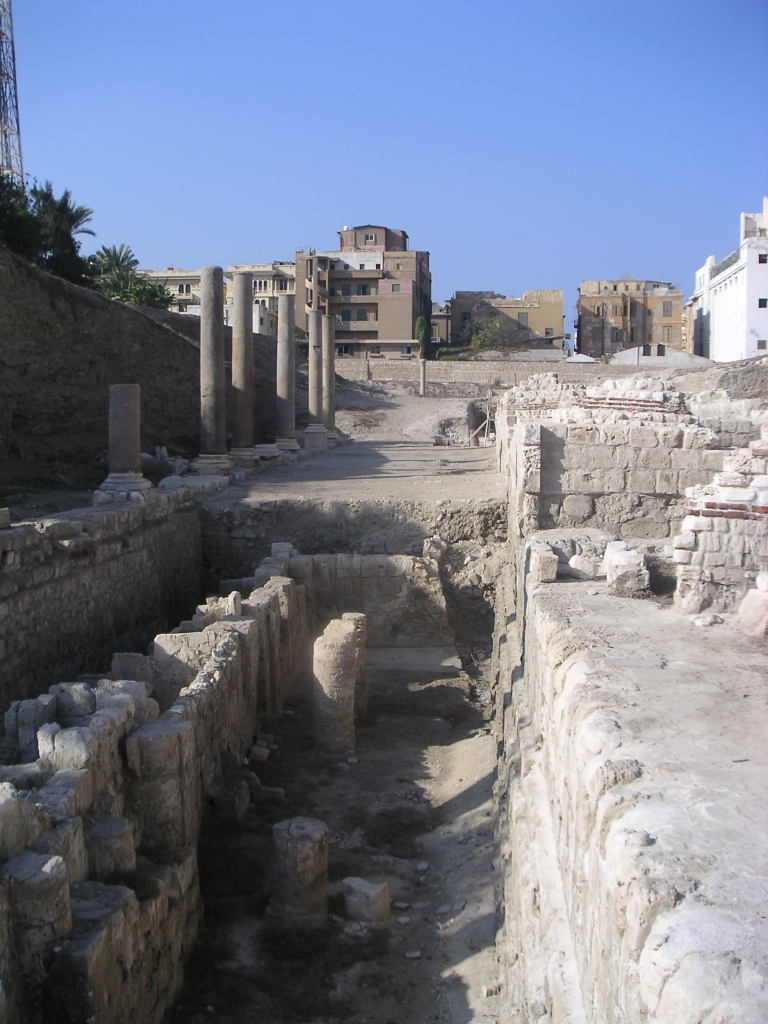
Rovine di Alessandria d'Egitto con stratificazioni di epoca romana ed ellenistica

Dinocrate di Rodi (in greco antico: Δεινοκράτης?, Deinokràtēs o Δινοκράτης Dīnokràtēs; Rodi, IV secolo a.C. – III secolo a.C.) è stato un architetto e urbanista greco antico, consigliere tecnico di Alessandro Magno.

## Biografia
Nelle fonti antiche è citato come "Stasicrate", "Dimocrate" di Rodi e "Chirocrate" di Efeso.
La fonte più ampia per questo architetto, comunque, è data da Vitruvio, che racconta:
La novità del suo aspetto eccitò l'attenzione della gente; e Alessandro scoprì presto, con stupore, l'oggetto della loro curiosità, ordinò alla folla di fargli strada e chiese di sapere chi fosse. "Un architetto macedone," replicò Dinocrate, "che suggerisce schemi e disegni degni della tua fama reale. Propongo di formare il Monte Athos nella statua di un uomo che tiene nella sua mano sinistra una spaziosa città, e nella sua destra una grande coppa, in che saranno raccolti tutti i fiumi della montagna, che saranno poi versati nel mare". 
Alessandro, felice della proposta, fece immediatamente un'indagine volta a capire se il terreno delle vicinanze fosse di una qualità capace di produrre prodotti sufficienti per un tale stato. Quando, però, scoprì che tutte le sue provviste dovevano essere fornite via mare, si rivolse quindi a Dinocrate: "Ammiro la grandiosità del tuo piano e ne sono molto contento: ma sono dell'opinione che sarebbe molto da incolpare chi fonda una colonia in un posto del genere, perché da bambino viene nutrito dal latte di sua madre, dipendendo da esso per il suo progresso verso la maturità, quindi una città dipende dalla fertilità del paese che lo circonda per le sue ricchezze, la sua forza è nella popolazione, e non meno per la sua difesa contro un nemico; anche se il tuo piano potrebbe essere portato all'esecuzione, io penso che sia impolitico. Io, tuttavia, richiedo la tua presenza al mio seguito".
Da quel momento Dinocrate era costantemente presente al re e lo seguì in Egitto, dove Alessandro esaminò un posto, allo stesso tempo, naturalmente forte, il centro del commercio del paese, una terra ricca di grano e con quei servizi di trasporto che il Nilo avrebbe offerto, ordinando a Dinocrate di costruire una città il cui nome dovesse essere Alessandria.»
()

## Opere
Dinocrate è conosciuto per il progetto topografico della città di Alessandria d'Egitto, per la monumentale pira funeraria di Efestione, per la ricostruzione dell'Artemision di Efeso e per il progetto di trasformare il Monte Athos in una gigantesca statua del re. Il progetto del tumulo di Anfipoli è stato ipotizzato essere suo.